# 佐藤啓一
佐藤 啓一（さとう けいいち）は、アメリカ合衆国在住のデザイン学者、イリノイ工科大学デザイン大学院(IIT-ID)名誉教授。デザイン・プロダクトデザイン修士（イリノイ工科大学IIT）。大阪工業大学情報科学部客員教授。英国デザイン学会フェロー、および日本デザイン学会、米国機械工学学会(ASME)、
米国電気電子工学学会(IEEE)、米国コンピュータ学会(ACM)会員。
専門はデザイン理論・方法論、インタラクティブシステムデザイン、プロダクトデザイン・システムプランニング、デザイン思考方法など。

## 略歴
大阪工業大学工学部卒業および大学院経営工学専攻修士課程修了。イリノイ工科大学大学院に進学し、デザインおよびプロダクトデザイン修士課程修了。1982年イリノイ工科大学助手。同年、ACM/IEEE Design Automation ConferenceでBest Paper Award受賞「A Prestructuring Model for System Arrangement Problems」。
1991年京都工芸繊維大学助教授を経て、再度渡米し、1998年イリノイ工科大学助教授。その後、同大学デザイン大学院教授。2019年同大学名誉教授。2013年より大阪工業大学情報科学部客員教授も務める。その他、ダルムシュタット工科大学、トロムソ大学客員教授も務めた。
主な著書は「Design Integrations - Research and Collaboration」（共著、Intellect Ltd 2009、学術書）。
デザイン学の対外啓蒙活動として、ブラジルのリオグランデドスル連邦大学で「Ciclo de Palestras e Workshops ICD 2015」で講演している。
また、日本においても筑波大学統合デザイン国際シンポジウム2019 や、慶應義塾大学理工学部グローバルCOEプログラム「デザイン塾」2010で講演している。